# Amiral Kharlamov (destroyer)
L'Amiral Kharlamov (DDG-606) est un destroyer de la classe Oudaloï en service dans la marine russe jusqu'en 2020, nommé d'après l'amiral Nikolaï Kharlamov.

## Historique
Sa quille est posée le 7 août 1986, il est lancé le 29 juin 1988 par le chantier naval Iantar de Kaliningrad, et  mis en service le 1er avril 1990.
Pendant les 10 premières années, le navire sert principalement à effectuer des escales dans des ports étrangers. Il visita notamment la Suède, la Norvège et le Canada.
Entre le 30 juin et le 5 juillet 1993, l'Amiral Kharlamov effectue une visite dans le port canadien d'Halifax, puis du 7 au 11 juillet, dans le port américain de Boston. Entre le 8 et le 11 juillet 1994, l'Amiral Kharlamov visite le port néerlandais de Rotterdam ainsi que la Norvège,. En 1996 et 1997, il est considéré comme le meilleur navire de la marine russe pour la lutte anti-sous-marine.
Après juillet 2001, après avoir participé à la recherche du sous-marin Kourk en compagnie de l'Amiral Tchabanenko, il ne reprendra jamais la mer. Le navire est placé en réserve en 2006.
Fin 2019, l'Amiral Kharlamov se trouve à l'usine de Nerpa en attente de réparation, de modernisation ou de démolition. Il est retiré de la flotte en décembre 2020 et est en attente de démolition au chantier naval de Nerpa,.